# Секирани
Секирани (мкд. Секирани) су насеље у Северној Македонији, у јужном делу државе. Секирани припадају општини Битољ.

## Географија
Насеље Секирани је смештено у јужном делу Северне Македоније. Од најближег већег града, Битоља, насеље је удаљено 15 km северно.
Секирани се налазе у западном делу Пелагоније, највеће висоравни Северне Македоније. Насељски атар је на северу равничарски, док се на југу издиже Облаковска планина. Северно од села тече речица Шемница. Надморска висина насеља је приближно 640 метара.
Клима у насељу је умереноконтинентална.

## Становништво
Секирани су према последњем попису из 2021. године имали 74 становника.
| Национални састав према попису из 2021.‍ | Национални састав према попису из 2021.‍ | Национални састав према попису из 2021.‍ | Национални састав према попису из 2021.‍ | Национални састав према попису из 2021.‍ |
| --------------------------------------- | --------------------------------------- | --------------------------------------- | --------------------------------------- | --------------------------------------- |
|                                         |                                         |                                         |                                         |                                         |
| Македонци                               | Македонци                               |                                         | 72                                      | 97,3%                                   |

Већинска вероисповест био је православље.